# فهرست نبردهای امپراتوری سلجوقی

گستره فرمانروایی سلجوقیان

این لیست، فهرستی ناقص از نبردهای امپراتوری سلجوقی است.
| آذربایجان | ترکمنستان | ترکیه | افغانستان | ایران | عراق | ازبکستان | سوریه |

(راهنمای رنگ‌ها برای محل نبرد مطابق کشورهای کنونی)
| سال     | نام نبرد          | محل وقوع                          | فرمانده سلجوقی             | حریف                                       | پیروز                                           |
| ------- | ----------------- | --------------------------------- | -------------------------- | ------------------------------------------ | ----------------------------------------------- |
| ۱۰۳۲    | نبرد دبوسیه       | دبوسیه (شهری میان سمرقند و بخارا) | علی تگین و متحدان سلجوقیان | آلتین تاش (فرمانده ارتش غزنویان)           | بی‌نتیجه                                         |
| ۱۰۳۵    | نبرد نسا پلانیز   | طبرستان                           | چغری بیگ                   | بگتغدی                                     | ترک‌های سلجوقی                                   |
| ۱۰۳۸    | نبرد سرخس         | سرخس                              | طغرل بیگ                   | ابوالفضل سوری (فرماندار غزنویان در خراسان) | ترک‌های سلجوقی                                   |
| ۱۰۴۰    | نبرد دندانقان     | نزدیک مرو                         | چغری بیگ و طغرل بیگ        | سلطان مسعود غزنوی                          | ترک‌های سلجوقی                                   |
| ۱۰۴۰    | محاصره زرنج       | زرنج                              | ارتاش (ترکان سلجوقی)       | ابوالفضل سوری (فرمانده غزنوی)              | ابوالفضل به ترکان سلجوقی پیوست و زرنج اشغال شد. |
| ۱۰۴۳–۴۴ |                   | تخارستان                          | آلپ ارسلان                 | مودود غزنوی (سلطان غزنوی)                  | ترک‌های سلجوقی                                   |
| ۱۰۴۵–۶  |                   | نزدیک زرنج                        | ارتاش (ترکان سلجوقی)       | ابوالفضل (فرمانده غزنوی)                   | غرنویان                                         |
| ۱۰۴۶    | نبرد گنجه         | نزدیک گنجه                        | قتلمش                      | ارتش امپراتوری بیزانس                      | ترک‌های سلجوقی                                   |
| ۱۰۴۸    | نبرد کاپترون      | نزدیک ارزروم                      | ابراهیم ینال، قتلمش        | کاتاکلون کاکمنوس (ژنرال بیزانس)            | ترک‌های سلجوقی                                   |
| ۱۰۵۱    | نبرد هوپیان       | هوپیان                            | آلپ ارسلان                 | طغرل غزنه (ژنرال غزنوی)                    | غزنویان                                         |
| ۱۰۶۳    | نبرد دامغان       | دامغان                            | آلپ ارسلان                 | قتلمش                                      | آلپ ارسلان                                      |
| ۱۰۷۱    | نبرد ملازگرد      | ملازگرد                           | آلپ ارسلان                 | امپراتور رومانوس چهارم                     | آلپ ارسلان                                      |
| ۱۰۸۶    | نبرد حلب          | حوالی حلب                         | سلیمان بن قتلمش            | تتش                                        | تتش اول                                         |
| ۱۰۹۵    | نبرد ری           | نزدیک ری                          | تتش، امیر دمشق             | برکیارق                                    | برکیارق                                         |
| ۱۱۰۷    | نبرد رود خبور     | موصل                              | قلیچ ارسلان یکم            | محمد یکم سلجوقی                            | محمد یکم سلجوقی                                 |
| ۱۱۱۵    | نبرد سرمین        | سرمین                             | برسق                       | راجر سالرنو                                | راجر سالرنو                                     |
| ۱۱۱۷    | دومین نبرد غزنی   | دشت شهرآباد، نزدیک غزنی           | احمد سنجر، بهرام‌شاه        | ارسلان شاه (سلطان غزنوی)                   | احمد سنجر (سلطان امپراتوری سلجوقیان بزرگ)       |
| ۱۱۱۹    | نبرد ساوه         | ساوه                              | محمود دوم                  | احمد سنجر                                  | احمد سنجر                                       |
| ۱۱۷۶    | نبرد میریوکیفالون | نزدیک دریاچه بِی‌شهر                | قلیچ ارسلان دوم            | مانوئل یکم، امپراتور بیزانس                | سلطنت سلجوقیان روم                              |
| ۱۲۴۳    | نبرد کوسه‌داغ      | نزدیک ارزروم                      | کیخسرو دوم                 | بایجو نویان                                | مغولان                                          |